# 康王乡
康王乡，中华人民共和国湖南省岳阳市岳阳经济技术开发区下属的一个乡，位于岳阳经济技术开发区西南部。除行政、财税外，其他事务包括民事、区划与统计等全部归入岳阳楼区。107国道与岳平公路经过辖区。

## 建制沿革
- 1958年，属麻塘公社；
- 1961年，析置康王公社；
- 1984年，改置康王乡；
- 1995年，乌江乡入，属岳阳县；
- 2005年，划归岳阳楼区管辖，委托岳阳经济开发区管理。

## 行政区划
康王乡下辖3个居委会、24个行政村：
- 羊角山居委会、长岭社区、新华社区
- 荣和村、白湖村、龙凤村、乌江村、杨埠村、艾家村、光辉村、斗蓬村、新合村、新和村、乐元村、小乔村、青云村、薛家村、夹铺村、木安村、茶蔸村、茆山村、康王村、熊彭村、金山寺村、木里港村、新元村、茶元村